# Джон Гіггінс
Джо́н Гі́ггінс (англ. John Higgins) MBE (нар. 18 травня 1975 року) — видатний шотландський професійний гравець у снукер. Чотириразовий чемпіон світу (1998, 2007, 2009, 2011).
Відтоді, як Джон став професіоналом у 1992 році, він виграв 32 рейтинговий титули, серед яких чотири Чемпіонати світу, три Чемпіонати Великої Британії, а також два титули турніру Мастерс. 
Що стосується титулів чемпіона світу в сучасну епоху, то Гіггінс посідає п'яте місце після Ронні О'Саллівана (7), Стівена Хендрі (7), Стіва Девіса (6), Рея Ріардона (6). Його 33 рейтингові титули у кар'єрі ставлять його на третє місце після О'Саллівана (40) та Хендрі (36). 
Джон відомий як плідний брейкбілдер, він зробив понад 1000 брейків у 100 і більше очок (сенчурі-брейків) у професійних турнірах, поступаючись за цим показником Ронні О'Саллівану та Джадду Трампу. Гіггінс також зробив 13 змагальних максимальних брейків (147 очок), випередивши Стівена Хендрі (11) і посідаючи тепер друге місце після Ронні О'Саллівана (15). 
У 2010 році газета "News of the World" під час перебування Джона в Києві провела провокаційну операцію, під час якої намагалася переконати громадськість, що Гіггінс та його тодішній менеджер домовляються програти кілька партій у майбутніх матчах за гроші. Незважаючи на те, що розслідування очистило Джона Гіггінса від звинувачень у договірних матчах, було встановлено, що він привів спортивну громадськість до занепокоєння тим, що не повідомив про інцидент і створив враження, що він погоджується із запрошенням порушити правила ставок на спорт. Тому WPBSA заборонила Гіггінсу професійні змагання на півроку та оштрафувала його на 75 000 фунтів стерлінгів. 
Джон повернувся до Мейнтуру в середині сезону 2010–11 і одразу завоював свій третій титул чемпіона Великої Британії (в 2010 році) та здобув свій четвертий титул чемпіона світу (в 2011 році). Потім він зазнав спаду в формі й між 2012 і 2014 роками лише виграв Шанхай Мастерс  у 2012 році. Однак, у 2015 році Джон Гіггінс повернувся до перемог, здобувши три рейтингові титули. Він досяг трьох фіналів чемпіонату світу поспіль між 2017 і 2019 роками, але програв Марку Селбі в 2017 році, Марку Вільямсу в 2018 році та Джадду Трампу в 2019 році. 
Нині Джон Гіггінс визнається фахівцями та вболівальниками як один із кращих гравців за всю історію снукеру.

## Кар'єра[3]

### Ранні роки
Джон Гіггінс став професіоналом у 1992 році та вийшов у чвертьфінал British Open під час свого першого сезону в професійному турі. Остаточно він здобув визнання в сезоні 1994–95 років, коли у віці 19 років виграв свій перший рейтинговий турнір на Grand Prix, перемігши у фіналі Дейва Гарольда 9–6. Гіггінс виграв ще два рейтингові титули на British Open та International Open, що зробило його першим молодим гравцем, який виграв три рейтингові змагання за один сезон, у якому він ще дійшов до фіналу Welsh Open та Мастерса. До кінця сезону він перемістився з 51-го на 11-е місце в світовому рейтингу. До кінця наступного сезону, йому допомогли піднятися на 2 місце у світовому рейтингу ще два рейтингові титули та один фінал рейтингового турніру. 
У 1996 році в фіналі UK Championship Гіггінс із рахунку 4–8 проти Стівена Хендрі зробив 9–8, але програв у підсумку 9–10. 
У 1998 році Джон Гіггінс виграв свій перший Чемпіонат світу, перемігши Джейсона Фергюсона, Ентоні Гамільтона, Джона Перрота та Ронні О'Саллівана, перш ніж у фіналі подолати Кена Догерті 18-12. Вигравши титул чемпіона світу, Гіггінс вперше у своїй кар'єрі очолив рейтинг кращих снукеристів світу, завершивши восьмирічне перебування Стівена Хендрі на першому місці.

### Після першого титулу чемпіона світу
Протягом сезону 1998–1999 років Гіггінс виграв чемпіонат Великої Британії та Мастерс (10–6 та 10–8 відповідно в Метью Стівенса та Кена Догерті), ставши лише третім гравцем після Стіва Девіса та Стівена Хендрі, який здобув усі титули Потрійної Корони: World Championship, UK та Masters (пізніше Марк Вільямс приєднався до цієї елітної групи). Джон Гіггінс і Марк Вільямс зустрілися в фіналі Гран-прі в 1999 році, де Джон з рахунку 2–6 здобув перемогу 9–8. 
У 2001 році Гіггінс дійшов до фіналу Чемпіонату світу, але програв Ронні О'Саллівану 14-18. На початку сезону 2001–2002 років Джон став першим гравцем, який виграв перші три турніри сезону: Champions Cup, Scottish Masters та British Open. У фіналі Гран-прі в 2005 році Гіггінс обіграв Ронні О'Саллівана 9-2. Роблячи це, він став першим гравцем, який зробив чотири сенчурі-брейки поспіль у рейтинговому турнірі: брейки 103, 104, 138 і 128 в фреймах з 7 до 10. Таким чином Джон набрав 494 очки без відповіді, що тоді було рекордом.  
Джон Гіггінс та Ронні О'Салліван також брали участь у фіналах Мастерса у 2005 та 2006 роках. Джон програв 3-10 у 2005 році. У 2006 році він програв перші три фрейми, але виграв наступні п'ять, щоб захопити лідерство після першої сесії. О'Салліван зрівняв рахунок наприкінці вечірньої сесії і матч перейшов у вирішальний фрейм. Після брейку О'Саллівана в 60 очок він промахнувся на червоному і Гіггінс зробив кліренс в 64 очки та в підсумку переміг 10–9. 

### Другий і третій світові титули
На шляху до фіналу чемпіонату світу 2007 року Джон Гіггінс обіграв Майкла Холта, Фергала О'Браєна, Ронні О'Саллівана та Стівена Магуайра. У фіналі він вів 12–4 у матчі з Марком Селбі, але на другий день Селбі зменшив відрив до одного фрейму. Однак після 14–13 Гіггінс додав у грі і виграв чотири фрейми поспіль, щоб завершити матч 18–13 на свою користь і забезпечити собі другий титул чемпіона світу. У статусі чемпіона світу Джон дійшов до чвертьфінальної стадії лише в турнірах з Welsh Open та China Open.  
Він допоміг заснувати та активно пропагував Світову серію снукеру - серію турнірів, призначених для виведення снукеру на нові майданчики за межами Сполученого Королівства та нещодавно розвинених ринків Сходу.  Четвертий раз Джон виграв Гран-прі в 2008 році, обігравши Раяна Дея 9–7 у фіналі в Глазго. Це була його перша рейтингова перемога в турнірі на рідній землі.  
На чемпіонаті світу 2009 року Джон Гіггінс обіграв Майкла Холта з рахунком 10–5 у першому раунді. Обидва його матчі другого раунду та чвертьфіналу пройшли повну дистанцію 25 фреймів, при цьому Гіггінс подолав дефіцит 10-12 та 11-12 проти Джеймі Коупа та Марка Селбі відповідно, щоб виграти 13-12. Він захопив лідерство 13–3 у півфіналі проти Марка Аллена і завершив матч 17–13. У фіналі Джон обіграв Шона Мерфі 18–9, щоб стати дев'ятим гравцем, який виграв титул чемпіона світу три або більше разів після Джо Девіса, Фреда Девіса, Джона Пулмана, Джона Спенсера, Рея Ріардона, Стіва Девіса, Стівена Хендрі та Ронні О'Саллівана. За два тижні до свого 34-річчя Гіггінс став найстаршим гравцем, який тріумфував у Крусиблі з часів Денніса Тейлора в 1985 році (тому тоді було 36 років).  
У сезоні 2009–10, як діючий чемпіон світу, він програв на чорній кулі 5–6 Нілу Робертсону в півфіналі Гран-прі і 8–10 Діну Джуньху у фіналі чемпіонату Великої Британії. Він здобув титул Welsh Open, перемігши у фіналі Алі Картера 9–4 і закінчив сезон світовим номером 1, незважаючи на програш Стіву Девісу в другому турі чемпіонату світу з рахунком 11–13. 

### Четвертий титул чемпіона світу
Після відбуття піврічної дискваліфікації за справою News of the World Джон Гіггінс повернувся до професійних змагань 12 листопада 2010 року в Ruhr Championship і одразу виграв його, перемігши в фіналі Шона Мерфі 4–2. Його серія перемог продовжилася на Prague Classic, де він знову дійшов до фіналу, але програв 3–4 Майклу Холту. У чемпіонаті Великої Британії 2010 року, він дійшов до свого третього фіналу поспіль, де здійснив камбек з 2–7 і 5–9 проти Марка Вільямса. За рахунку 7–9 він програвав 0–61, шукав снукер, знайшов його і після брейку 68 очок завершив фрейм на свою користь, а в підсумку переміг 10–9 завдяки сенсаційному даблу на коричневій кулі. У результаті свого виступу в цих трьох турнірах, вигравши 18 з 19 матчів, Гіггінс заробив достатньо очок, щоб відновити свою позицію лідера світового рейтингу за новою дворічною системою.  
Джон Гіггінс програв у першому раунді Мастерс 4–6 проти Грема Дотта і знявся з German Masters, перемігши Роберта Мілкінса 5–3 у першому раунді, щоб повернутися додому через погіршення здоров'я батька, який згодом помер після тривалої битви проти раку. Через два тижні Гіггінс успішно захистив свій титул на Welsh Open, обігравши у фіналі Стівена Магуайра 9–6 і присвятивши перемогу своєму покійному батькові. Далі Джон виграв Hainan Classic, перемігши у фіналі Джеймі Коупа, а також дійшов до чвертьфіналу China Open, де програв 2–5 Шону Мерфі. Наступним його турніром став Scottish Professional Championship, де він у фіналі переміг Ентоні Макгіла 6–1.  
На чемпіонаті світу Джон Гіггінс переміг Стівена Лі з рахунком 10–5 у першому турі, Рорі Маклауда 13–7 у другому турі та Ронні О’Саллівана 13–10 у чвертьфіналі. У півфіналі був переможений Марк Вільямс 17–14, а у фіналі Джадд Трамп 18–15. Гіггінс виграв свій четвертий титул чемпіона світу, що спонукало Стіва Девіса прокоментувати "Я думаю, що Джон Гіггінс - найкращий гравець у снукері, якого я колись бачив у своєму житті". 

### Після четвертого титулу чемпіона світу
Джон Гіггінс слабо грав у сезоні 2011–12 років, діставшись лише двох чвертьфіналів основних рейтингових турнірів і закінчив сезон п'ятим номером світового рейтингу, але добре розпочав сезон 2012–2013 років, вигравши свій 25-й рейтинговий титул на Shanghai Masters. Джон повернувся в матч з рахунку 2–7 і переміг Джадда Трампа з рахунком 10–9 у фіналі. Він зробив максимальний брейк 147 очок під час фіналу і додав ще один брейк у 147 очок у своєму матчі другого раунду проти Марка Девіса на чемпіонаті Великої Британії 2012 року. Він також дійшов до фіналу на Bulgarian Open, де програв 0-4 Джадду Трампу. Однак сезон після цього став ще одним невтішним для Джона: він програв з рахунком 3–4 аматору Джордану Брауну на Scottish Open і дійшов лише до одного півфіналу великого рейтингового турніру, World Open, який він програв 2–6 Марку Аллену. У першому раунді він вилетів із чемпіонату світу, програвши Марку Девісу з рахунком 6–10 і закінчив сезон на 11-му місці, залишивши топ-10 вперше за 17 сезонів.  
Граючи новим києм, Гіггінс розпочав сезон 2013–2014 років сильно, вигравши Bulgarian Open з рахунком 4-1 у Ніла Робертсон в фіналі і перемігши Шона Мерфі та Ронні О'Саллівана раніше. Ця перемога дозволила йому ненадовго увійти до топ-10. Він дійшов до фіналу першої великої рейтингової події сезону, Wuxi Classic, який програв Нілу Робертсону з рахунком 7-10. Потім його форма знову погіршилася і він зазнав ранніх поразок на ряді другорядних турнірів. Він знову змінив кий перед тим, як захищати титул на Shanghai Masters, але програв 1–5 Марку Девісу в 1/16. Він програв Діну Джуньху з рахунком 2–4 в 1/8 Indian Open 2013 року, а Меттью Стівенсу програв з рахунком 2–6 в 1/16 International Championship 2013 року. У турнірі Чемпіон Чемпіонів Гігігнс програв 3–4 у першому раунді Стівену Магвайру. 
Після чемпіонату Великої Британії 2013 року Гіггінс опустився на 12-те місце в світовому рейтингу, а завершив сезон як номер 11 у світі, що є його найнижчим показником в кінці сезону за останні 19 років. Джон не зумів справити враження у перших рейтингових турнірах сезону 2014–2015, програвши 4–5 Алану Макманусу в 1/16 Wuxi Classic, 2–5 Роберту Мілкінсу в 1/8 Australian Open та 4–5 Райану Дею в 1/16 Шанхай Мастерс. У першому раунді турніру Чемпіон Чемпіонів він програв з рахунком 1–4 Барі Гокінсу. Гіггінс прибув на чемпіонат Великої Британії 2014 року, заявивши, що він бореться за впевненість і стурбований тим, що поганий результат у чемпіонаті може коштувати йому місця в топ-16. Однак, він переміг Лі Уокера 6–2, Джеймі Коупа 6–4 та Метью Стівенса 6–2, щоб дійти до 1/8 фіналу, де він програв 5–6 шотландцю Ентоні МакГілу. Цього було достатньо, щоб утриматись у топ-16 під номером 14. На Мастерсі він зіткнувся з Марком Алленом у першому раунді. Незважаючи на три сенчурі, Хіггінс програв матч 4–6. Після матчу він сказав, що "я відчуваю, що моя форма стабільно повертається - навіть коли я програю матчі, я все ще набираю впевненості, і мені здається, що я знову зіграв досить добре". 

### Повернення форми
На German Masters 2015 Гіггінс програв 2–5 Пітеру Ебдону в першому турі, але показав кращу форму та впевненість на Welsh Open, де в чвертьфіналі переміг Стівена Магвайра з рахунком 5–1, Луку Бреселя 6–4 у півфіналі, а Бена Вулластона 9–3 у фіналі. На China Open 2015 він дійшов до чвертьфіналу, перемігши по дорозі Дотта і Трампа, але в чвертьфіналі програв Діну Джуньху з рахунком 4–5. На чемпіонаті світу 2015 Джон виграв у першому раунді 10–5 в Роберта Мілкінса, але в другому раунді програв Діну Джуньху 9–13.
Джон Гіггінс ідеально розпочав сезон 2015–16 років, коли здобув титул Australian Open, обігравши Мартіна Гулда з рахунком 9–8 у фіналі. Незабаром він виграв 28-й рейтинговий титул у своїй кар'єрі, після того як переміг Девіда Гілберта з рахунком 10–5 у фіналі International Championship. Це підняло Гіггінса до рівня Стіва Девіса у списку виграних рейтингових турнірів. Гіггінс майже пройшов у фінал China Open 2016, але брейк у 131 очко Рікі Волдена в останньому фреймі призвів до того, що він програв 6–5 у півфіналі. На Чемпіонаті світу 2016 були обіграні Райан Дей 10–3 та Рікі Волден 13–8, але після того був програш Алану МакМанусу 13–11 у чвертьфіналі. 
На World Open 2016 Гіггінс досяг 100-го рейтингового чвертьфіналу в своїй кар'єрі, але програв Алі Картеру 5-0. Він програв у чвертьфіналі як English Open, так і International Championship Джадду Трампу з рахунком 5–1 та Діну Джуньху з рахунком 6-2 відповідно. Він дійшов до фіналу першого China Championship 2016, обігравши Марка Аллена, а з потім рахунку 7–7 у фіналі проти Стюарта Бінгема зробив три послідовні сенчурі і здобув титул та 200 000 фунтів стерлінгів. На Чемпіоні Чемпіонів Гіггінс зіграв у фіналі проти Ронні О'Саллівана і після першої сесії програвав 5–4, але взяв шість з наступних восьми фреймів і виграв свій другий титул за тиждень. У другому турі Northern Ireland Open він зробив восьмий брейк 147 у своїй кар'єрі. Джон завершив 2016 рік, обігравши О'Саллівана з рахунком 5–2 у чвертьфіналі Scottish Open, а потім програвши Марко Фу в фіналі 4–9. Гіггінс виграв нерейтингову Лігу чемпіонату, перемігши в фіналі Раяна Дея 3–0. На Чемпіонаті світу 2017 року у віці 41 року він став найстаршим фіналістом за останні 35 років, але програв Марку Селбі 15–18, хоч і вів по ходу матчу 10-4. 
Джон Гіггінс також дійшов до фіналу Чемпіонату світу зі снукеру 2018 року (свого 7-го фіналу чемпіонату світу), де він знову програв, цього разу Марку Вільямсу 16-18. Під час фіналу він здійснив неймовірний камбек, із 7–14 до 15–15, але цього не вистачило для перемоги. 
Джон наздогнав за кількістю сенчурі-брейків Стівена Хендрі під час Scottish Open 2019 року. Він зробив своє 775-е сенчурі 11 грудня під час матчу проти Александра Урсенбахера, а наступного дня - 776-ге проти Джека Лісовські. Гіггінс зробив своє 800-те сенчурі в кар'єрі в перший день Чемпіона Чемпіонів 2020 року, хоча програв матч Діну Джуньху. 
На Чемпіонаті світу 2019 року Гіггінс послідовно обіграв Марка Девіса 10–7, Стюарта Бінгема 13–11, Ніла Робертсона 13–10 і Девіда Гілберта 17-16, але поступився у фіналі Джадду Трампу з рахунком 9-18. Особливо драматичним був півфінальний матч проти Девіда Гілберта, в якому Джон постійно поступався, але все-таки вирвав перемогу в вирішальній партії. Під час фіналу обидва його учасники зробили цілком реальні заходи на максимальний брейк, виконуючи часом неперевершені удари, але обидві спроби в підсумку виявилися невдалими. 
Чемпіонат світу 2020, який через пандемію COVID-19 проходив у незвичні терміни (серпень замість травня), виявився невдалим для Джона. Після перемоги над Метью Стівенсом 10-5 у першому колі, Гіггінс програв у другому колі Курту Мафліну 11-13. Однак, саме в цьому матчі Джон зробив свій 10 максимальний брейк 147 очок, який став для нього першим у Крусіблі. Свій 11 максимальний брейк Гіггінс зробив у матчі Ліги чемпіонату 2020 проти Кайрена Вілсона.

### Виступи у 2020-х
У сезоні 2020/21 Гіггінс досяг свого першого фіналу Мастерса з 2006 року, обігравши Марка Аллена, Ронні О'Саллівана та Девіда Гілберта. Однак, у фіналі він зазнав поразки від дебютанта турніру Яня Бінтао 8–10. 28 лютого 2021 року Гіггінс переміг Ронні О'Саллівана у фіналі Players Championship, щоб здобути свій 31-й рейтинговий титул та перший рейтинговий титул за три роки. Після своєї перемоги Джон сказав, що це був "найкращий тиждень [його] снукерної кар'єри" з точки зору того, як він грав. Зокрема, найбільш вражаючим вийшов матч у чвертьфіналі проти Марка Селбі, в якому Гіггінс переграв свого суперника 6-0 за фреймами і 546-7 за очками. Після матчу Селбі заявив, що "в мене ніколи не було поєдинку, з такою мізерною кількістю шансів. Джон заморозив мене від початку до кінця, він зіграв неймовірний матч!"  
На чемпіонаті світу 2021 Джон Гіггінс виступив невдало: після напруженої перемоги над Тяном Пенфеєм 10–7 у наступному раунді він поступився Марку Вільямсу 7-13.
16 серпня 2021 року на турнірі British Open у матчі проти Александра Урсенбахера Джон зробив свій 12 максимальний брейк, 147 очок, випередивши Стівена Хендрі та поступаючись тепер лише Ронні О'Салівану.
Наприкінці 2021 року Гіггінс вийшов до фіналу трьох професійних турнірів турнірів поспіль, а трохи пізніше до фіналу ще одного турніру, але в усіх чотирьох фіналах зазнав поразок. Спочатку на Northern Ireland Open 2021 Джон обіграв Марка Вільямса, Девіда Гілберта і Яня Бінтао, але поступився в фіналі Марку Аллену 8-9. Потім на English Open 2021 послідовно обіграв Діна Джуньху, Яня Бінтао та Ронні О'Саллівана, але в фіналі програв Нілу Робертсону 8-9. Далі, на престижному нерейтинговому турнірі Champion of Champions 2021 вийшов до фіналу, де оступився Джадду Трампу з рахунком 4-10. Нарешті, на домашньому турнірі Scotish Open переміг Мартіна Гулда, Девіда Гілберта і Ронні О'Саллівана на шляху до фіналу, але в фіналі поступився Луці Бреселю 5-9.
У 2022 році Джон вчергове виграв Лігу Чемпіонату, перемігши в фіналі Стюарта Бінгема 3-2. На престижному Tour Championship Джон знову (уп'яте в сезоні) дійшов до фіналу, де, маючи перевагу 9-4, врешті поступився в драматичному матчі Нілу Робертсону з рахунком 9-10. На Чемпіонаті світу 2022 Джон послідовно обіграв Тхепчайю Ун-ну, Ноппона Саєнгкхама і Джека Лісовскі, але поступився в півфіналі Ронні О'Салівану 11-17.
У березні 2023 року вчетверте в кар'єрі переміг у Лізі Чемпіонату, у фіналі групи переможців відбіркових груп переміг Джадда Трампа з рахунком 3:1. У вересні 2024 року на турнірі English Open зробив свій тисячний сотенний брейк у кар'єрі в матчі проти Марка Аллена на турнірі English Open. На наступному турнірі, British Open 2024 вперше за довгий час дійшов до фіналу, де поступився Марку Селбі з рахунком 5-10.
Після 4-річної перерви в березні 2025 року виграє свій 32-й рейтинговий титул на World Open у Китаї. У драматичних матчах 1/8 та 1/2 фіналу, поступаючись 3 фрейми, переграв у вирішальних партіях Чжоу Юйлуна (5-4) та Зака Шуреті (6-5), а у фіналі переграв Джо О'Коннора 10-6. Майже одразу після цього виграє Tour Championship, де в фіналі проти Марка Селбі, поступаючись по ходу гри 5-8, здійснив переможний камбек до рахунку 10-8.

## Особисте життя
Джон Гіггінс одружився з Деніз у 2000 році, у них троє дітей: сини Пірс і Олівер, а також донька Клаудія.  
Джон Гіггінс є вболівальником футбольного клубу Celtic FC. Він із задоволенням грає в покер. 
Джон Гіггінс був удостоєний титулу MBE в 2008 році. 
У лютому 2010 року Гіггінс та його дружина Деніз з'явилися на шоу «Містер і місіс» телеканалу ITV і дійшли до фіналу, вигравши £ 30 000. Вони пожертвували ці гроші Центру Дальзіеля — денному хоспісу для онкологічних хворих, який базується в лікарні Стратклайд в Мазервелі.

## Статистичні дані[14]

### Рейтингові турніри
Джон Гіггінс завоював 31 титул на рейтингових турнірах:
- Чемпіонат світу 1998, 2007, 2009, 2011
- Grand Prix 1994, 1999, 2005, 2008
- International Open 1995, 1996
- British Open 1995, 1998, 2001, 2004
- German Open 1995, 1997
- Welsh Open 2000, 2010, 2011, 2015, 2018
- European Open 1997
- UK Championship 1998, 2000, 2010
- China International 1999
- Shanghai Masters 2012
- Australian Open 2015
- International Championship 2015
- Indian Open 2017
- Players Tour Championship 2021
- World Open 2025
- Tour Championship 2025

### Низькорейтингові турніри
- Players Tour Championship 2010/2011 – EPTC Event 5
- Players Tour Championship 2012/2013 – PTC Event 4
- Players Tour Championship 2013/2014 – ET Event 1

### Нерейтингові турніри
- The Masters 1999, 2006
- Irish Masters 2000, 2002
- Scottish Masters 2001
- Premier League Snooker 1999
- Liverpool Victoria Charity Challenge 1998, 1999
- Champion’s Cup 2001
- Euro-Asia Masters Challenge 2007
- Scottish Open Championship 2008
- Hainan Classic 2011
- China Championship 2016
- Champion of Champions 2016
- Championship League Snooker 2017, 2018, 2022, 2023.